# 航海年鑑

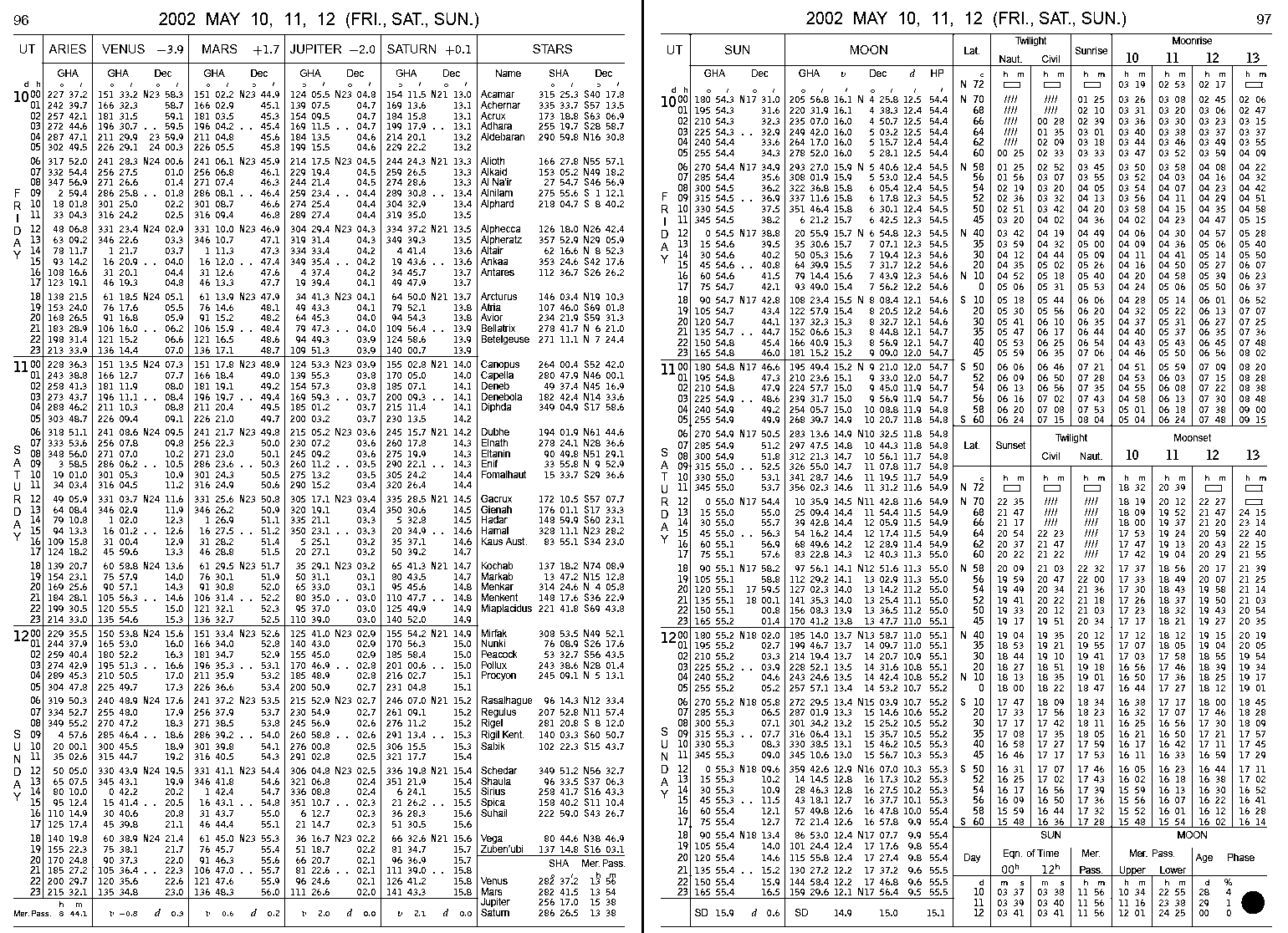
アメリカ海軍天文台によって出版された2002年の航海年鑑のページのサンプル

航海年鑑（こうかいねんかん、英語: Nautical almanac）は、航海士が海上にいるときに、天測航法を使用して自身の船の位置を決定する際に使用する、天体の位置が記載された刊行物である。航海暦（こうかいれき）とも呼ばれる。年鑑は、太陽、月、惑星、分点が頭上にある地球上の位置（赤緯とグリニッジ子午線からの時角による）を、一年中一時間ごとに指定する。選択した57の恒星の位置は、分点を基準にして指定されている。
天測航法によって船や航空機の位置を見つけるとき、航海士は六分儀で天体の高度を測定し、海洋クロノメーターで時刻を記録する。測定した高度と、予測される現在位置における予測される高度とを比較する。高度の差分は、予測される現在位置が位置線から何海里離れているかを示す。

## イギリスとアメリカ合衆国の航海年鑑
イギリスでは、最初の版が1767年に出版されて以来、HM航海年鑑局 (HMNAO) が航海年鑑を毎年発行している。アメリカ合衆国では、1852年以来、アメリカ海軍天文台 (USNO) が毎年航海年鑑を公開している。元々はアメリカ天文航海年鑑というタイトルだった。1958年以来、USNO と HMNAO は、両国の海軍で使用するための統一された航海年鑑である「天文年鑑」を共同で発行している。年鑑のデータは、アメリカ海軍天文台からオンラインで入手可能である。
他の情報を組み合わせた商業用年鑑も作られた。その中には、1877年に創刊し、現在も毎年制作されているブラウンの年鑑がある。20世紀初頭のサブタイトルは「港とドックのガイド、広告主と毎日の潮見表」だった。このような、貿易広告と「英国海事水路部の許可を得た」情報の組み合わせは、有用な情報の要約を提供した。より最近の版では、技術の変化に対応してきた。例えば、1924年版はコールステーションのための大規模な宣伝をした。Adlard Coles Nautical によって出版されているリーズ航海年鑑 (Reeds Nautical Almanac) は、1932年に創刊し、1944年のノルマンディー上陸作戦の揚陸艦でも使用されていた。
米国と英国の「航空年鑑」(Air Almanac) は、航空航法で使用するために、天体の座標を10分間隔の表にしている。日本のソキア社が毎年発行していた "Celestial Observation Handbook and Ephemeris"（天体観測ハンドブックと天体暦）は、太陽と9つの惑星の毎日の座標を10分の1秒単位で表にしていたが、2008年を最後に廃刊となった。

## 日本の航海年表・天測暦
日本では明治中期までは日本海軍の艦艇及び民間の船舶はその航海にイギリスの航海年鑑を用いていたが、日露戦争中に十分な部数の外国の暦を入手することが困難になったことから、明治40年（1907年）版より水路部が「海軍航海年表」を創刊した。それ以来、水路部やその業務を引き継いだ海上保安庁が発行した航海・航空用の暦および天体暦並びに航法用計算表等の水路図誌には下記のものがあったが、令和4年（2022年）版を最後に「天測暦」等を廃刊している。
「天測暦」等は2021年（令和3年）8月発行の令和4年（2022年）版が最後の刊行となり、海上保安庁海洋情報部の「天文・暦情報」ページは2022年（令和4年）でサービスを終了した。
「天測暦」等の廃刊後に海洋情報部は、航海の目的で天測計算を行う必要がある場合には英国等が刊行している天測暦（The Nautical Almanac）を活用し、それ以外で天体の情報が必要な場合には国立天文台のホームページを参照するように案内している。
海上保安庁が水路書誌（特殊書誌）として発行していた「天測暦」（書誌第681号）と同じ題名であっても、令和5年（2023年）版以降は別の著者が発行したものになる。

### 航海用の主な暦
海軍航海年表（かいぐんこうかいねんぴょう）
1906年（明治39年）12月10日に明治40年（1907年）版を創刊し、航海上必要になる天象に関する諸表および日本近海の日出・日没ならびに高潮時表等を調製編纂したものになり、天象についてはイギリスの天文暦より資料をとり、日本近海の日出・日没ならびに潮汐等については水路部で推算した。大正6年（1917年）版より上・下2巻に分かれて上巻には日々の天体の位置に関し天文航法推算に必要となる諸表を掲げ、下巻には潮汐、日月出没時、経緯度、報時信号、および標準時等の専ら地方に属する諸表を載せた。
航海年表（こうかいねんぴょう）書誌第105号（当時）
1919年（大正8年）7月5日発行の大正9年（1920年）版より「海軍航海年表」を「航海年表」に改称した。1919年（大正8年）6月に開催された国際水路会議（ロンドン）の決議に基づいて、1920年（大正9年）6月30日発行の大正10年（1921年）版より従来の「航海年表」から潮汐および潮流に関する部分ならびに報時信号等を除き、天象の位置に関し天文航法推算に必要となる諸表ならびに日月出没時等、天象の現象に関する諸表を一巻にまとめて掲げた。昭和9年（1934年）版より昭和15年（1940年）版まで表題に英語表記 THE NAUTICAL ALMANAC を掲載する。昭和14年（1939年）版より水星位置表を「航海年表」追補として発行した。昭和17年（1942年）版より海上天測の合理化および簡易化するため内容および編纂方式に大改正を行うことになり項数が増えたことから上・下2巻および追補に分かれた。上巻は天文航法の専用に供するもので、太陽、恒星はもちろん月、惑星をも昼夜を問わずできるだけ利用し、同時天測を行うのに便利にした。下巻は日月出没時表等、一般航海者に必要となる補助表および上巻を補足するための天体位置表を集めた。追補は従来通り水星位置表を掲載した。昭和18年（1943年）版より水星位置表は「航海年表」の追補から「航海年表」上巻の追補になる。
潮汐表（ちょうせきひょう）
航海用の暦ではないが「航海年表」の諸表より分けられた水路書誌で、1920年（大正9年）9月30日発行の大正10年（1921年）版より刊行し、日本および近海における潮汐および潮流に関する諸表ならびに記事を掲載した。1919年（大正8年）6月に開催された国際水路会議（ロンドン）の決議に基づいて、大正10年（1921年）版より従来の「航海年表」下巻に収められていた諸表のうち潮汐および潮流に関する部分のみを「潮汐表」に分けて、払暁・日月出没時は「航海年表」（従来の「航海年表」上巻）に移し、標準時および報時信号は「東洋灯台表」に移した。2024年（令和6年）現在も海上保安庁が刊行中。
天測暦（てんそくれき）書誌第681号
高度な計算を行う場合に用いる天測用の暦、1943年（昭和18年）5月30日発行の昭和19年（1944年）版より「航海年表」上巻を「天測暦」に改名した。天文航法の専用に供し、太陽、恒星はもちろん月、惑星をも昼夜を問わずできるだけ利用し、同時天測を行うのに便利なように編纂された。「天測暦」の追補についても「航海年表」上巻の追補と同様に水星位置表を掲載した。昭和21年（1946年）版より従来は「天測暦」の追補に掲載していた水星位置を「航海暦」に移す。昭和22年（1947年）版は休刊。昭和23年（1948年）版より表題に英語表記 NAUTICAL ALMANAC を掲載する。昭和27年（1952年）版から「航海暦」の一部を合集した。「天測暦」は天文航法専用の暦で、遠洋を航行する船舶の位置決定用、また港別日出没時、月出没時などをあわせて掲げたものとされて来たが、2022年（令和4年）版を最後に廃刊した。
航海暦（こうかいれき）書誌第682号
補助的天体位置と日月出没などを掲載した暦で、1943年（昭和18年）6月30日発行の昭和19年（1944年）版より「航海年表」下巻を「航海暦」に改名した。日月出没時等の一般航海者に必要となる補助表および「天測暦」を補足するための天体位置表を集めた。昭和21年（1946年）版より従来は「天測暦」の追補に掲載していた水星位置を掲載する。昭和22年（1947年）版より休刊し、内容の一部を「天測略暦」の末尾に掲載した。昭和26年（1951年）版は発行したが、昭和27年（1952年）の分から一部を「天測暦」に合集の上で廃刊した。この「航海暦」は書誌第682号の固有名であるが、航海暦は船舶の航行に用いられる暦の一般名でもあり天測暦・天測略暦は一般の航海暦になる。

### 航海・航空用の主な暦
航空年表（こうくうねんぴょう）航空書誌第1号
航空天測専用の暦としては世界初となる、1926年（大正15年）6月に大正15年（1926年）版を刊行、内容は同年の後半分で翌年分より1年の内容で刊行した。天文航空法に必要となる天体の位置その他の諸表を掲げたものになり、概ね「航海年表」の内容に準ずるけれども、時刻はすべて日本の中央標準時を用い、掲載数値の精度は低下した。「航空年表」は大正15年（1926年）の年表以降、海軍部内用として水路部において編纂を続けてきたところ、昭和9年（1934年）版以降は航空図誌として刊行しひろく一般の使用に供することになり、ただに航空機のみならず漁船等における天測にもまた利用することができるとされた。航空天測が頻繁になるに伴い従来の形式の踏襲するわけにはいかない状況となったため、昭和15年（1940年）版よりその形式を改めてその使用を簡易化した。
天測略暦（てんそくりゃくれき）書誌第683号
精度を必要としない場合に用いる天測用の暦、1942年（昭和17年）8月28日に発行した昭和18年（1943年）版より「航空年表」を「天測略暦」と改称した。「天測略暦」は航空機および小艦艇、機帆船、漁船等の天測に直接必要となる天体の位置その他の諸表を掲げたものになり、「天測略暦」は従来の「航空年表」を航空、航海に兼用させるためその名を改めた。「航空年表」は昭和15年（1940年）版より形式内容を改良一新して使用の簡便化を図った結果、ただに航空機のみならず小艦艇の海上天測にもこれを利用できるようになっていた。小艦艇、ことに機帆船、漁船等における天測を発展させる機会であり、これには「航空年表」を普及活用させることが重要であることから、「航空年表」の実質を失うことなくしかも水路書誌として小艦艇における天測に普及活用させるため、「天測略暦」という名称を与えて刊行することになった。昭和22年（1947年）版より表題に英語表記 ABRIDGED NAUTICAL ALMANAC を掲載する。昭和22年（1947年）版より昭和25年（1950年）版までは、「航海暦」を休刊してその内容の一部を「天測略暦」の末尾に掲載した。「天測略暦」は主に日本近海を航行する船舶等のための天測に必要となる天体の位置、その他日月出没時等の諸表を掲げたものとされて来たが、令和4年（2022年）版を最後に廃刊した。

### 天体暦
天体位置表 書誌第684号
日本の推算に基づく天体暦として、1942年（昭和17年）12月30日に昭和18年（1943年）版を創刊、平成22年（2010年）版までで廃刊、国立天文台の「暦象年表」にその内容を概ね引き継ぐ。経緯度測定その他陸上における天文作業に使用する目的を以て、測量用の恒星表を主とし日月惑星の位置を合集した精密天文暦になる。「天体位置表」は経緯度測定その他精密天文作業に必要な諸天体の位置及びその他の諸量を推算から得られる最も高い精度で掲げたものとされて来たが、2009年（平成21年）7月に海洋情報部のWebページに重要なお知らせとして、平成22年（2010年）版「天体位置表」の発行が最後の刊行となることが掲載された。2010年（平成22年）6月に海洋情報部のWebページに重要なお知らせとして、平成23年（2011年）以降の天体暦データは国立天文台の「暦象年表」WWW版を利用する案内が掲載された。

### 航海・航空用の簡便な暦
北極星方位角表（ほっきょくせいほういかくひょう）書誌第685号
北極星を用いて方位角を求める表を抜粋したもので昭和29年（1954年）版より刊行し、平成7年（1995年）版より「北極星方位角表」から「簡易北極星方位角表」（かんいほっきょくせいほういかくひょう）に改名した。2000年（平成12年）に廃刊となり、2010年（平成22年）までインターネットで計算サービス提供していいた。
高度方位暦（こうどほういれき、英: ALTITUDE AND AZIMUTH ALMANAC）
暦と天測計算表を統合することにより、天測計算を全然行わずに位置の線が求められる簡便な暦。塚本裕四郎技師が戦時中（昭和19年）より海軍航空隊用に作成していたもので、昭和22年（1947年）4から7月分より昭和26年（1951年）版まで漁船専用の暦として「高度方位暦」（書誌第686号）が刊行され、その後は南極観測用に「太陽高度方位暦（南極用）」を調製しており、2011年現在も厳しい自然環境の南極で衛星測位システムを利用できない場合に備えていた。

### 航法用計算表
新高度方位角表
「航海年表」と併用して自船の経緯度を算出する計算表をまとめたもので、小倉表、米村表および補助諸表を掲載した。1920年（大正9年）12月より刊行した。1924年（大正13年）11月より英文でも New Altitude and Azimuth Tables. として日本とイギリスで刊行すると、一躍して諸外国でも名声を博した。
天測計算表（てんそくけいさんひょう）書誌第601号
高度な計算を行う場合に「天測暦」と併用する計算表、1942年（昭和17年）11月より「新高度方位角表」に代わって「天測計算表」を刊行、「天測暦」等が令和4年（2022年）版を最後に廃刊するのにあわせて2023年（令和5年）1月に廃刊した。海軍中佐米村末喜編纂の高度方位角計算表（推定位置用）を主体とし、天文航法に必要となる諸表を合集し、一般艦船の天測に供した。「新高度方位角表」を改名したもので内容を一部改変している。
天測略算表（てんそくりゃくさんひょう）書誌第602号
「天測略暦」と併用する計算表、1943年（昭和18年）2月より刊行、海軍大佐秋吉利雄考案編纂の高度及び方位角計算表（推定位置用）を主体とし、天文航法に必要となる諸表を合集したものであって「天測略暦」と併用し、小艦艇、機帆船等の天測に供したが、戦後に廃刊となっている。
航空天測表（英: Aero-Navigation Tables）
「航海年表」、「航空年表」と併用して、ほとんど計算することなく位置の線を求めるための表、1940年（昭和15年）7月から1942年（昭和17年）11月にかけて刊行した。
簡易天測表（かんいてんそくひょう、英: Astromonical Navigation Tables, abridged）書誌第603号
精度を必要としない場合に「天測略暦」と併用する表、「航空天測表」を基にして1944年（昭和19年）2月1日より小艦艇天測用として全6巻を刊行し、2000年（平成12年）末に廃刊した。艦船用であって、緯度、赤緯、時角に依って直に高度及び方位角を求めることができるもの。